# Elissàvet Zakhariadu
Elissàvet A. Zakhariadu (grec: Ελισάβετ Α. Ζαχαριάδου; 1931-26 de desembre del 2018) fou una acadèmica grega del ram dels estudis turcs, especialista en la fase inicial de l'Imperi Otomà (ca. 1300-1600).

## Biografia
El 1966 es casà amb el bizantinista Nikólaos Ikonomidis (1934-2000), amb qui es mudà al Canadà després del cop d'estat del 1967 i l'establiment de la Dictadura dels Coronels a Grècia.
Després d'estudiar a l'Escola d'Estudis Orientals i Africans de la Universitat de Londres, fou professora d'estudis turcs a la Universitat de Creta des del 1985 fins al 1998. Juntament amb Vassilis Dimitriadis, fou cofundadora del programa d'Estudis Turcs de l'Institut d'Estudis Mediterranis de Réthimno. El 1990 fou nomenada doctora honoris causa per la Universitat d'Ankara i el 1993 esdevingué membre de l'Academia Europaea.

## Obres
- Το Χρονικό των Τούρκων Σουλτάνων (του βαρβερινού ελληνικού κώδικα 111) και το ιταλικό του πρότυπο, Tessalònica, 1960.
- Trade and Crusade, Venetian Crete and the Emirates of Menteshe and Aydin (1300-1415), Venècia, 1983.
- Romania and the Turks (c.1300 - c.1500), Variorum Reprints, Londres, 1985, ISBN 0-86078-159-3
- Ιστορία και θρύλοι των παλαιών σουλτάνων, 1300-1400, Fundació Cultural del Banc Nacional de Grècia, 1991 ISBN 978-960-250-059-0. (segona edició, 1999)
- Δέκα τουρκικά έγγραφα για την Μεγάλη Εκκλησία (1483-1567), Institut Nacional Hel·lènic de Recerca: Institut per a la Recerca Bizantina, 1996, ISBN 978-960-7094-69-8
- Studies in pre-Ottoman Turkey and the Ottomans, Ashgate Variorum, 2007
- amb Anthony Luttrell, Πηγές για την τουρκική ιστορία στα αρχεία των Ιπποτών της Ρόδου, 1389-1422 - Sources for Turkish History in the Hospitallers' Rhodian Archive, 1389-1422, Institut Nacional Hel·lènic de Recerca: Institut per a la Recerca Bizantina, 2009, ISBN 978-960-371-051-6
- amb Gülsün Ayvali i Andonis Xanthinakis, Το χρονικό των Ουγγροτουρκικών πολέμων (1443-1444), Crete University Press, Réthimno 2005, ISBN 978-960-524-217-6

Com a editora, fou responsable de la publicació dels primers quatre simposis internacionals celebrats pel programa d'Estudis Turcs de l'Institut d'Estudis Mediterranis:
- The Ottoman Emirate, ca. 1300–1389. Halcyon Days in Crete I: A Symposium Held in Rethymnon, 11–13 January 1991, Crete University Press, Réthimno, 1994, ISBN 978-960-7309-58-7
- The Via Egnatia under Ottoman Rule, 1380–1699. Halcyon Days in Crete II: A Symposium Held in Rethymnon, 9–11 January 1994, Crete University Press, Réthimno, 1997, ISBN 978-960-524-017-2
- Natural Disasters in the Ottoman Empire. Halcyon Days in Crete III: A Symposium Held in Rethymnon, 10–12 January 1997, Crete University Press, Réthimno, 1999, ISBN 978-960-524-092-9
- The Kapudan Pasha: His Office and Ηis Domain. Halcyon Days in Crete IV: A Symposium held in Rethymnon, 7–9 January 2000, Crete University Press, Réthimno, 2002, ISBN 978-960-524-151-3